# Tlalocan

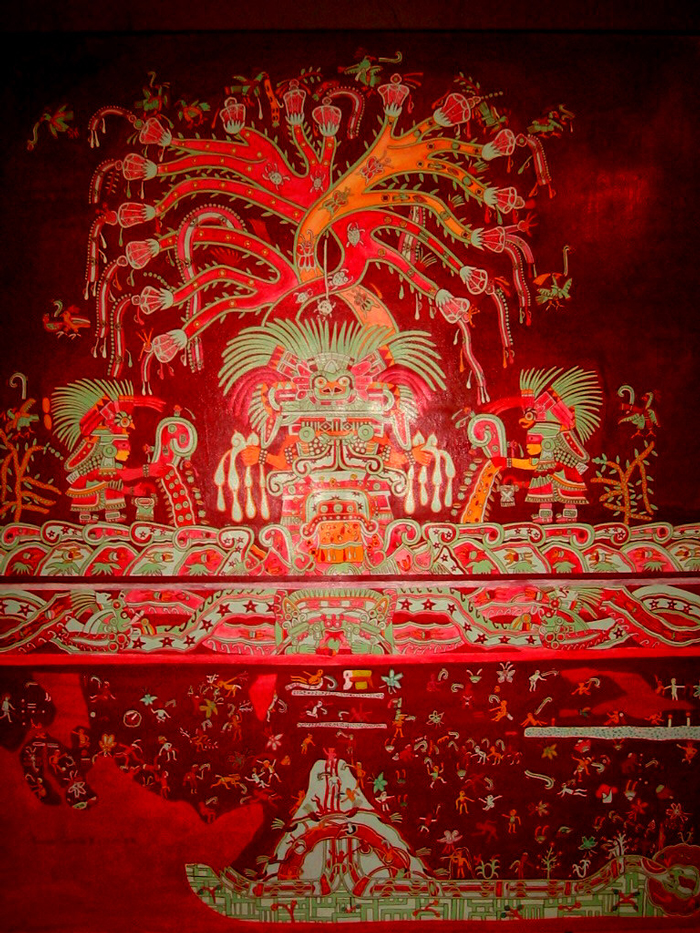
Mural de Teotihuacán que describe al paraíso Tlalocan.

Tlalocan (del náhuatl: tlālōcān ‘el lugar del néctar de la tierra’‘tlalli, tierra; octli néctar; can, lugar’) en la mitología mexica, es el paraíso regido por Tláloc, dios del rayo, de la lluvia y de los terremotos, y está situado en la región oriental. Se menciona que de este lugar procedía el agua benéfica y necesaria para la vida en la tierra. Según la cosmogonía mexica, las personas que morían fulminadas por un rayo, ahogadas o por hidropesía iban a morar a este paraíso. De igual manera, también acogía a los que morían de la enfermedad de la lepra. El Tlalocan se trataba de un enclave placentero, donde pueden verse toda clase de árboles frutales, así como maíz, chía (semilla de una especie de salvia que se usa en México como refresco), chiles, tomates, fresas, calabazas, y más productos, donde la vida de ultratumba era enteramente feliz. Por otra parte, se conoce esta descripción de la morada del dios Tláloc, gracias a los escritos hechos por Bernardino de Sahagún y otros personajes, que lo oyeron de boca de los indígenas.
Este paraíso ubicado del lado oriental del Universo era el que recibía a todas aquellas personas que fallecían fulminadas por un rayo, ahogadas o por hidropesía, aunque también socorría a los leprosos, pues se consideraba que de ahí salía el agua beneficiosa y necesaria para la vida en la tierra misma, que servía para curar a todo aquel que lo necesitara en la muerte. Según el padre Bernardino de Sahagún, el Tlalocan era descrito por los mexicas como un lugar lleno de felicidad, en donde había toda clase de árboles frutales, maíz, frijol y chía. Tiempo después se descubrió en Teotihuacán un mural donde se veía representada punto por punto esta descripción, y así se pudo conocer de manera gráfica lo que ya se conocía a través de lo escrito.

... Allí acudían las almas de los muertos fulminados por un rayo, ahogados, o por algún tipo de muerte relacionada con el agua. Era el Tlalocan un lugar de delicias, de perpetua alegría entre abundantes ríos y manantiales. Había toda clase de árboles frutales en permanente producción; abundaba el maíz, el frijol, la chía y toda clase de alimentos. En aquel jardín de delicias, las almas pasaban una existencia de juegos y descanso bajo los árboles en compañía de alegres camaradas y toda clase de manjares al alcance de la mano.